# Handball au Danemark
Le Danemark est, avec l'Allemagne, le berceau du handball. Encore aujourd'hui, il fait partie des principaux sports du pays tant chez les femmes, qui possèdent un championnat très réputé et une équipe nationale très prolifique entre 1994 et 2004, que chez les hommes avec une équipe nationale qui est actuellement l'une des meilleures sélection mondiales.

## Histoire
Si les premières traces de jeux similaires au handball remontent à la France médiévale ainsi que chez les Inuits du Groenland à la même époque, le jeu moderne prend ses sources au XIXe siècle au Danemark, sous le nom de « håndbold ». Ainsi, le Danois Holger Nielsen créa les règles du handball moderne en 1898, de sorte que le handball est considéré comme un sport de conception danoise. 
En 1938, deux championnats du monde sont organisés en Allemagne, et remportés par l'Allemagne : un championnat à onze et un autre à sept, avec quatre équipes européennes dont le Danemark.

## Clubs

### Championnat masculin
Le Championnat masculin est l'un des plus vieux championnat national de handball puisqu'il a été créé en 1935, alors dans son format à onze joueurs, avant de passer dans son format à sept joueurs en 1959.
Vainqueur en 2024, l'Aalborg Håndbold est le tenant du titre. Avec 14 championnats remportés, le HG Copenhague et le KIF Kolding (tous à 7) sont les club les plus titrés.
Les clubs de la saison 2024-2025 sont :
| Club                   | Ville(s)              | Salle(s)                         | Capacité    |
| ---------------------- | --------------------- | -------------------------------- | ----------- |
| Aalborg Håndbold       | Aalborg               | Jutlander Bank Arena             | 5 009       |
| Bjerringbro-Silkeborg  | Bjerringbro/Silkeborg | Silkeborg-Hallerne               | 2 845       |
| Fredericia HK          | Fredericia            | Fredericia Idrætscenter          | 2 225       |
| Grindsted GIF Håndbold | Grindsted             | Vestjysk Bank Arena              | 500         |
| GOG Håndbold           | Gudme                 | Gudmehallerne                    | 2 265       |
| KIF Kolding            | Kolding               | Tre-For Arena                    | 5 182       |
| Mors-Thy               | Nykøbing Mors Thisted | Jyske Bank Mors Arena Thy Hallen | 2 296 1 284 |
| Nordsjælland Håndbold  | Helsinge Hillerød     | Helsinge-Hallen Royal Stage      | 1 600 3 000 |
| Ribe-Esbjerg HH        | Esbjerg Ribe          | Blue Water Dokken Invactor Arena | 3 386 1 976 |
| Skanderborg AGF        | Skanderborg Aarhus    | Fælledhallen Ceres Arena         | 1 700 5 000 |
| Skjern                 | Skjern                | Skjern Bank Arena                | 3 264       |
| SønderjyskE Håndbold   | Sønderborg            | Broager Sparekasse Skansen       | 2 200       |
| TMS Ringsted           | Ringsted              | Poul Christensen Arena           | 1 200       |
| Team Tvis Holstebro    | Holstebro             | Idrætscenter Vest                | 3 250       |

### Championnat féminin
Le Championnat féminin rassemble l'élite des clubs féminin danois. Fondé également en 1935, ce championnat est considéré comme l'un des plus compétitifs d'Europe. Le Viborg HK est le club le plus titré de la compétition avec treize titres.
| Club                          | Salle(s)              | Capacité |
| ----------------------------- | --------------------- | -------- |
| HC Odense                     | Odense Idrætshal      | 2 256    |
| København Håndbold            | Frederiksberghallen   | 1 468    |
| Nykøbing Falster Håndboldklub | Scandlines Arena      | 1 300    |
| FC Midtjylland Håndbold       | Ikast-Brande Arena    | 2 850    |
| Randers HK                    | Arena Randers         | 3 000    |
| Ringkøbing Håndbold           | Rofi-Centeret         | 1 100    |
| Silkeborg-Voel KFUM           | Jysk Arena            | 3 000    |
| SK Århus                      | Den Lille Kro Arena   | 1 152    |
| Sønderjysk Elitesport         | Aabenraa Idrætscenter | 1 000    |
| Viborg HK                     | Viborg Stadionhal     | 3 000    |
| Team Esbjerg                  | Blue Water Dokken     | 2 549    |
| Team Tvis Holstebro           | Gråkjær Arena         | 3 250    |

## Équipe nationale

### Palmarès masculin
Jeux olympiques
- (2016, 2024)
- (2020)

Championnats du monde
- (2019, 2021, 2023, 2025)
- (1967, 2011, 2013)
- (2007)

Championnats d'Europe
- (2008, 2012)
- (2014, 2024)
- (2002, 2004, 2006)

### Palmarès féminin
Jeux olympiques
-  Vainqueur en 1996, 2000 et 2004.

Championnats du monde
-  Vainqueur en 1997.
-  Finaliste en 1962 et 1993.
-  Troisième en 1995, 2013, 2021 et 2023.
- 4e place en 2001, 2005 et 2011.

Championnats d'Europe
-  Vainqueur en 1994, 1996 et 2002.
-  Finaliste en 1998, 2004 et 2022.
- 4e place en 2010 et 2016.

## Événements internationales organisés au Danemark
Compétitions masculines
- Championnat du monde 1978
- Championnat d'Europe 2014
- Championnat du monde 2019 (conjointement avec l'Allemagne)

Compétitions féminines
- Championnat d'Europe 1996
- Championnat du monde 1999 (conjointement avec la Norvège)
- Championnat d'Europe 2002
- Championnat d'Europe 2010 (conjointement avec la Norvège)
- Championnat du monde 2015
- Championnat d'Europe 2020 (conjointement avec la Norvège)
- Championnat du monde 2023 (conjointement avec la Norvège et la Suède)

## Infrastructures

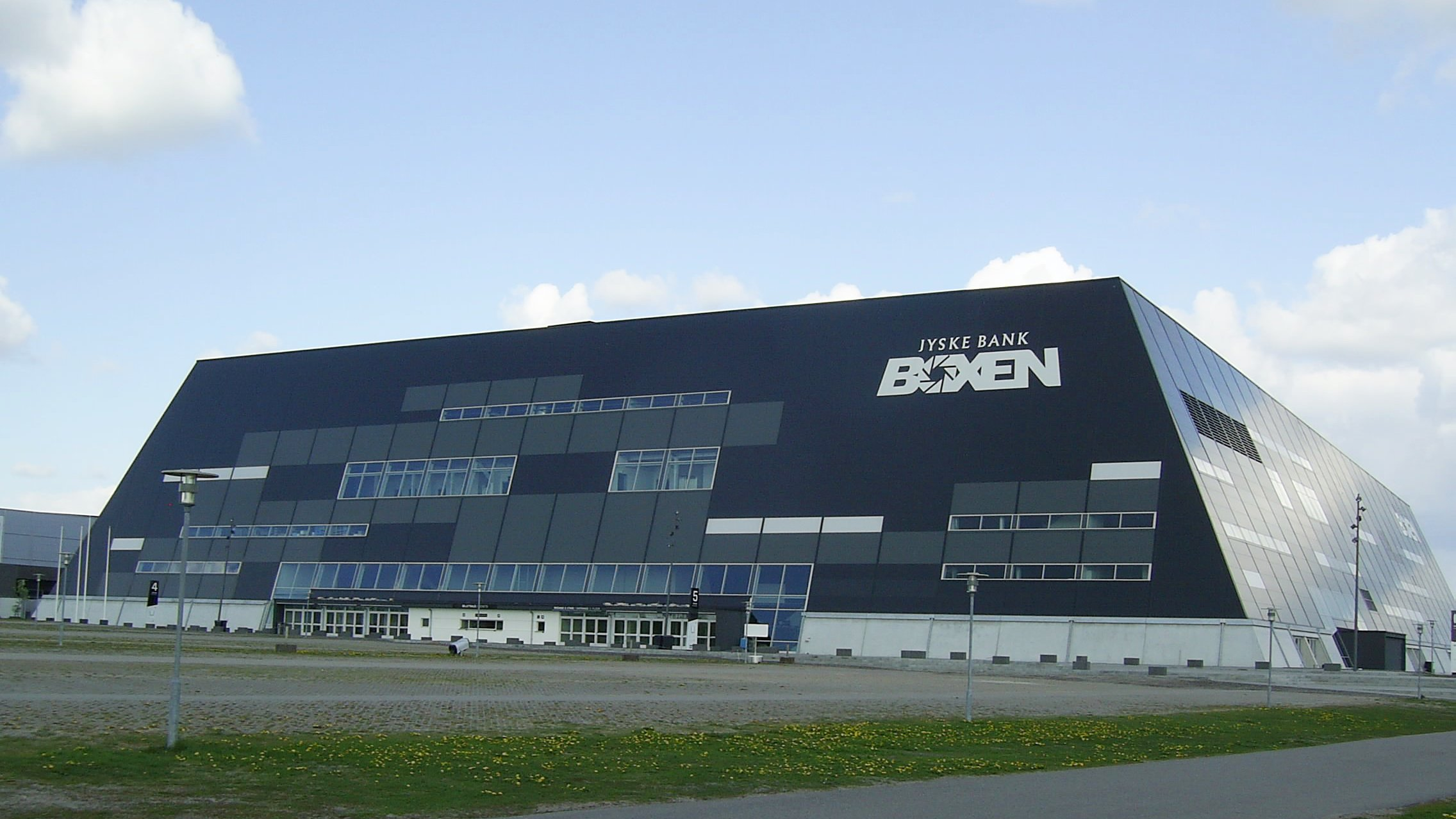
Jyske Bank Boxen à Herning où joue l'équipe masculine et féminine (12500 places).
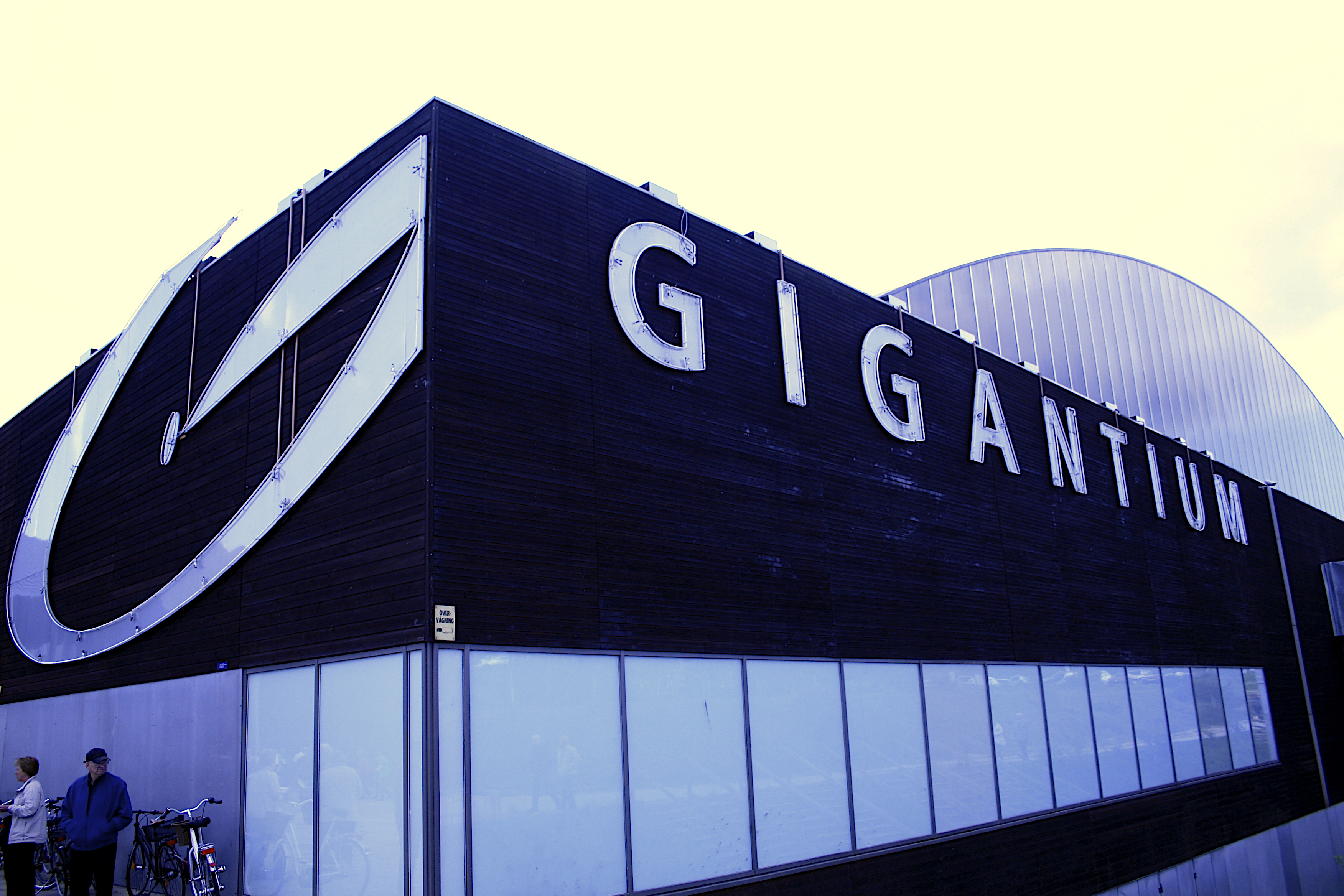
Gigantium à Aalborg (5800 places).
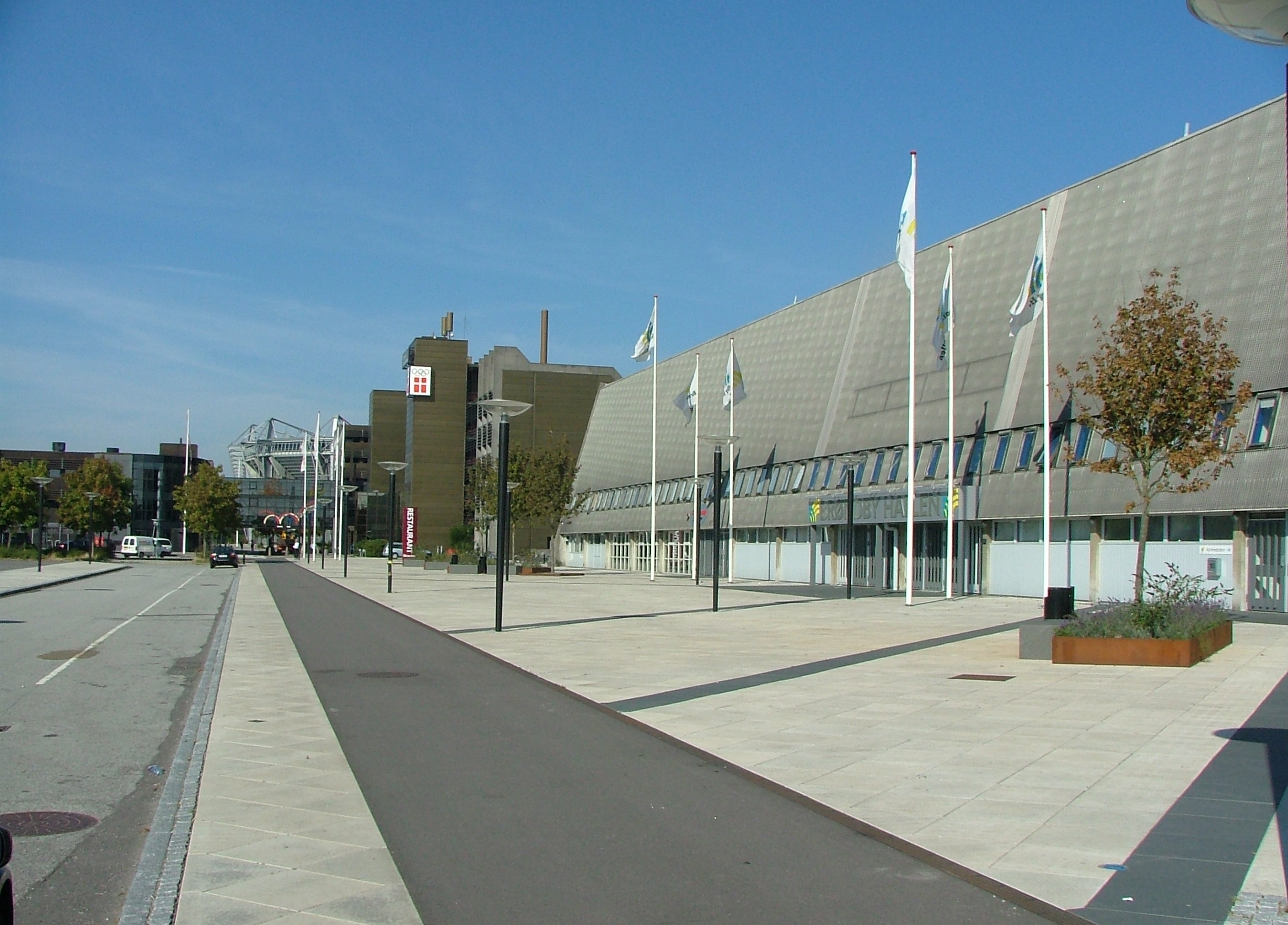
Brøndby Hall à Brøndby (5600 places).